# Gmina Roskilde
Gmina Roskilde (duń. Roskilde Kommune) – gmina w Danii w regionie Zelandia.
Gmina powstała 1 stycznia 2007 roku na mocy reformy administracyjnej z połączenia gmin Gundsø,  Ramsø i starej gminy Roskilde.
Siedzibą gminy jest miasto Roskilde.